# Expansionismo japonês

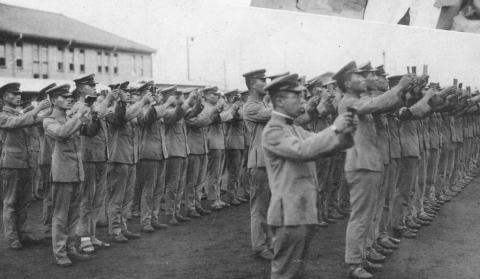
Soldados e marinheiros japoneses, em 1939.

O expansionismo Japonês começou em 1901, quando o Japão, agora modernizado, vê vigente uma constituição, que em as classes sociais continuam divididas, mas organizadas, e finalmente o Japão deixa de ser um país Feudal, para se tornar num país capitalista, com políticas de expansão, em que se acreditava, que para se satisfazer as necessidades dos japoneses, era preciso garantir, uma situação económica estável.

## História
Iniciado em 1901, em Novembro de 1903, o governo Japonês, vê-se numa situação de carência por parte de recursos energéticos. Em Janeiro de 1905, o Japão sem qualquer alternativa, encontrando-se fora de questão, a elaboração de pedidos, fundos, ou empréstimos a países estrangeiros, necessitava imperativamente de conseguir recursos energéticos, para restabelecer a economia, que agora se tornara frágil. Deste modo, ainda nesse mesmo mês, depois, de grandes investimentos na força bélica, o Japão, entra em Busan (Korea), actual Coreia do Sul, chegando à capital (Seul), em apenas três dias. Estava assim iniciado, o período expansionista japonês. Em Dezembro daquele mesmo ano, a economia, volta a falhar, e depois de já ter conquistado a Coreia, dominar o mar da China, expandir o mar do Japão, e conquistado, todas as ilhas num espaço de 100 km a Sul e ao Leste, o Japão começa, a negociar a posse de territórios Chineses, com o movimento Republicano recém nascido na China, dado que este movimento ainda não detinha os poderes sobre o antigo império, o governo sem poder esperar e sem qualquer aviso, iniciou uma vaga de ataques que produziram uma viragem na história, onde as ilhas em questão pertencentes então ao Império Russo, que em 1904 declarou guerra ao Japão e tornando-se o primeiro pais Europeu a perder uma Guerra contra um pais de outro continente que não Europa.
Em 1911, Tóquio segundo as ordens, do imperador, entra, nas primeiras ilhas Filipinas, tomando posse do mar da mesma, em 1912 o acordo tão aguardado com Pequim cumpre-se finalmente, quando a 2.ª república toma posse do governo, e o Japão já contava com uma ameaça feita contra os chineses, prevenindo-os de uma possível invasão, ficando o Japão com os territórios da Manchúria.
O período entre 1914 e 1945 (Junho), é marcado, pelas altas riquezas devidas, à extracção em massa de petróleo, carvão, ópio, ferro, bronze, que em altura de guerra deram ao Japão grandes riquezas, dado que os países europeus se tornaram em grande parte e principalmente a Alemanha, seus importadores, dado que não possuíam recursos para manter a guerra, tornando-se o Japão o décimo pais mais rico do mundo (desde, dessa data o Japão até hoje manteve-se sempre nos primeiros 10 mais ricos do mundo sendo hoje o 3.º mais rico) o 4.º mais desenvolvido tecnologicamente (ocupando hoje a 1.ª posição).
Depois do ataque a Pearl Harbor (base da marinha dos EUA no Hawai), o exército americano responde com ataques sucessivos, que durante 11 meses fazem os japoneses recuar dos seus territórios anexados, até à terra mãe, mantendo inquebráveis as suas linhas de defesa, dado que o japonês preferia morrer a ser conquistado, e também, porque acreditavam que o solo japonês era sagrado para ser pisado por segundo quem eles chamavam "inferiores a sua raça".
Em 6 de Agosto de 1945, os Estados Unidos lançam a primeira Bomba Atômica sobre a cidade de Hiroshima; três dias depois, e dado que o governo japonês não se rendera, é lançada uma segunda bomba atómica sobre Nagasaki, ficando de pé apenas o Pavilhão Cientifico da cidade, onde todo o resto fora arrasado, três dias depois o governo japonês convoca os representantes americanos, para reuniões que viriam a tornar o Japão no último a se render na Segunda Guerra Mundial. Acabando-se assim a política de expansão japonesa, que foi alterada para uma política de reconstrução económica, e já nos anos 60, 14 anos depois do General MacArthur ter entrado no território nacional japonês, o Japão tornou-se novamente uma potencia, tecnológica e económica mundial.
O Japão é uma monarquia constitucional, governado pelo parlamento, sendo 3.º país mais rico do mundo, e também vive uma política expansionista, mas não a nível territorial mas sim económico, tendo marcas conhecidas como: SONY, Toshiba, Mitsubishi.
Atualmente o Japão é o 6° maior importador do mundo e 4 ° maior exportador.